# WISE 2134-7137
WISE 2134-7137 (= WISE J213456.73-713744.5) is een bruine dwerg met een spectraalklasse van T9pec. De ster bevindt zich 29,9 lichtjaar van de zon.